# 耶爾柯伊
耶爾柯伊是土耳其的城鎮，由約茲加特省負責管轄，位於該國中部，距離首府約茲加特40公里，面積1,263平方公里，海拔高度771米，2009年人口30,231。

## 外部連結
- District municipality's official website （页面存档备份，存于） （土耳其文）
- A web portal of Yerköy （土耳其文）

39°38′17″N 34°28′02″E / 39.63806°N 34.46722°E